# Concord Township (comté de Saint-Louis, Missouri)
Pour les articles homonymes, voir Concord Township.
Concord Township est un ancien township, situé dans le comté de  Saint-Louis, dans le Missouri, aux États-Unis,.